# Редер, Эрих
Эрих Йоханн Альберт Редер (нем. Erich Johann Albert Raeder; 24 апреля 1876, Гамбург — 6 ноября 1960, Киль) — немецкий гросс-адмирал, главнокомандующий Кригсмарине с 1935 по 30 января 1943 года.

## Биография

### Рождение
Родился в городке Вандсбек неподалёку от Гамбурга в семье школьного учителя.

### Начало военной карьеры
В мае 1895 года начал службу кадетом в имперском флоте. В октябре 1897 года в чине младшего лейтенанта назначен вахтенным офицером на броненосец Sachsen. Вскоре переведён на линейный корабль Deutschland (флагман принца Генриха, брата императора Вильгельма II). В 1905 году — капитан-лейтенант, окончил военно-морскую академию, причём 3 месяца находился в России, где изучал русский язык. Некоторое время служил штурманом на броненосце береговой обороны.
В 1906 году перешёл в Управление информации ВМС, где заведовал зарубежной прессой и редактировал журнал «Морское обозрение» и ежегодник Nautilus.
С 1910 года служил штурманом на личной яхте Вильгельма II Hohenzollern, чем впоследствии гордился (Редер был монархистом).
С апреля 1911 года старший офицер — корветтен-капитан (капитан 3-го ранга).

### Первая мировая война
В годы Первой мировой войны Редер спланировал несколько операций по постановке мин и обстрелу берегов Великобритании, участвовал в бою у Доггер-банки 24 января 1915 года и в Ютландском сражении 31 мая — 1 июня 1916 года.
В ноябре 1914 года награждён Железным крестом 2-й степени, в феврале 1915 года — Железным крестом 1-й степени.
С 1917 года начальник штаба командующего крейсерскими силами адмирала фон Хиппера.
В январе 1918 года его назначили командиром лёгкого крейсера «Кёльн».
С октября 1918 года начальник Центрального бюро командования ВМС.

### Между мировыми войнами
Весной 1920 года Редер поддержал неудачный Капповский путч и был снят с поста начальника Центрального бюро командования ВМС и переведён в архив ВМС. За годы работы в архиве опубликовал ряд научных работ («Крейсерская война в зарубежных водах», «Деятельность лёгких крейсеров „Эмден“ и „Карлсруэ“», «Война на море»), став крупнейшим специалистом по крейсерским операциям флота. В свободное от работы время Редер посещал философский факультет Берлинского университета (он владел английским, французским и русским языками). Переводил на немецкий язык военно-морскую литературу других стран, например, трилогию Владимира Семёнова "Трагедия Цусимы" .
В 1922 году — контр-адмирал. В 1923 году назначен инспектором военно-морских учебных заведений. В октябре 1924 года назначен командующим крейсерскими силами Северного моря. В 1925 году — вице-адмирал. С января 1925 года — командующий Балтийского военно-морского района.
В августе 1927 года в Германии вскрылось тайное финансирование строительства кораблей, запрещённое Версальским договором. Произошёл «скандал Ломана», который повлёк смену командования. В результате 1 января 1928 года Редер стал начальником военно-морского командования. В дальнейшем при строительстве флота отдавал приоритет крупным надводным кораблям, в том числе «карманным линкорам» (лёгкие линейные крейсеры).
1 октября 1928 года Редера с согласия рейхстага произвели в адмиралы.
Редер поддержал приход к власти нацистов. Возлагая надежды на развитие флота, он приветствовал программу перевооружения флота. Тем не менее, он пытался оградить ВМФ от нацистского влияния, старался сохранить кастовость офицерского корпуса, настаивал на том, чтобы на флоте не было агентов гестапо.
По делам флота Редер был способен вступить в конфликт с самим фюрером, даже если это было очень рискованно.
С 1935 года — главнокомандующий ВМФ. В 1937 году стал почётным членом НСДАП. В 1938 году заявил Гитлеру, что «если война начнётся в течение двух лет, то флот к ней будет не готов». 17 января 1939 года представил Гитлеру план «Z», направленный на усиление флота и рассчитанный до 1947 года, который Гитлер одобрил 27 января. План предоставлял флоту абсолютные преимущества перед вермахтом и люфтваффе.
1 апреля 1939 года Редеру было присвоено звание гросс-адмирала.
В 1939 году Редер вступил в конфликт с Гитлером по поводу назначения военно-морского адъютанта фюрера. Этот конфликт сильно испортил их отношения.

### Вторая мировая война

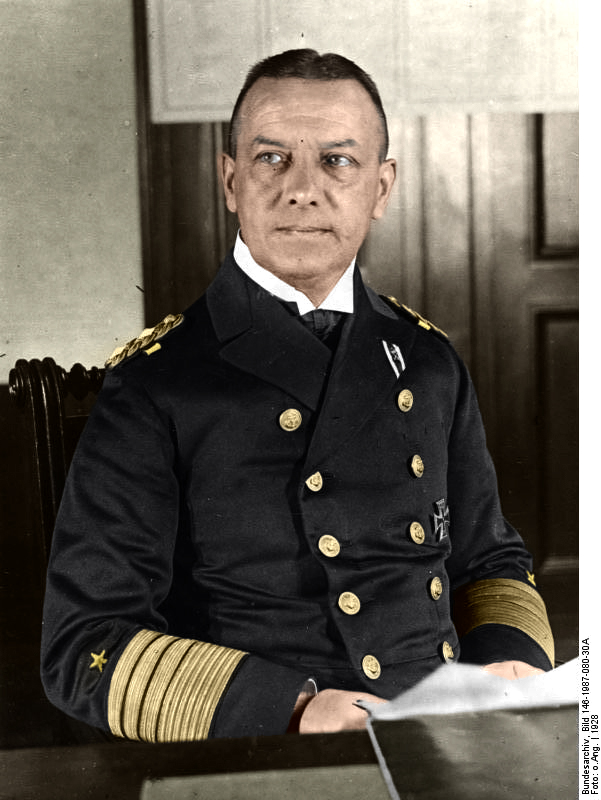
Гросс-адмирал Эрих Редер

После объявления войны в 1939 году Редер записал в своём дневнике: «Нашему надводному флоту не остаётся ничего другого, как демонстрировать, что он может доблестно умирать». По приказу Редера было проведено минирование английских вод и начаты крейсерские операции в Атлантике. Инициировал и руководил планом оккупации Норвегии (Weserübung-Nord).
30 сентября 1939 года был награждён Рыцарским крестом.
После отказа от плана Z, ввиду больших потерь флота Германии в Норвегии, 10 октября 1939 года Редер просил увеличить производство подводных лодок с 2 до 29 в месяц. Из-за Геринга, который ведал вопросами производства вооружений, Редеру было предложено пользоваться своими собственными мощностями. Редер не стал сокращать строительство надводных кораблей, и производство подводных лодок некоторое время не увеличивалось.
В ходе войны немногочисленный германский флот понёс большие потери. Так, после норвежской кампании, к июню 1940 года в действующем германском флоте оставались лишь 1 крейсер с 8-дюймовыми орудиями, 2 лёгких крейсера и 4 эсминца; в мае 1941 погиб в первом же боевом походе линкор «Бисмарк» вместе со своим командующим, адмиралом Лютьенсом, в 1942 году был серьёзно повреждён крейсер «Адмирал Хиппер» и был потерян эсминец. 6 января 1943 года Гитлер приказал Редеру расформировать надводный флот, после чего Редер потребовал отставки и 30 января 1943 года был заменён Карлом Дёницем. Редер получил почётную должность главного инспектора флота, но фактически никаких прав и обязанностей не имел.
В мае 1945 года был взят в плен советскими войсками и переправлен в Москву. По приговору Нюрнбергского процесса приговорён к пожизненному заключению, которое отбывал в берлинской тюрьме Шпандау.

### После Второй мировой войны
C 1945 по 1955 год находился в заключении. Ходатайствовал о замене тюремного заключения на расстрел; контрольная комиссия нашла, что «не может увеличивать меру наказания». 17 сентября 1955 года освобождён по состоянию здоровья. Написал мемуары «Моя жизнь».
После выхода из тюрьмы выехал в Западную Германию, жил в Липпштадте (Вестфалия). Умер в Киле  6 ноября 1960 года на 85-м году жизни.

## Награды
| Страна                           | Дата вручения    | Награда                                                                                     | Награда                                                                                     | Литеры |
| -------------------------------- | ---------------- | ------------------------------------------------------------------------------------------- | ------------------------------------------------------------------------------------------- | ------ |
| Империя Цин                      | 10 октября 1898  | Кавалер ордена Двойного дракона II класса                                                   | Кавалер ордена Двойного дракона II класса                                                   |        |
| Германская империя               | 12 декабря 1901  | Стальная Китайская медаль                                                                   | Стальная Китайская медаль                                                                   |        |
| Германская империя               | 22 июня 1907     | Кавалер ордена Красного орла IV класса                                                      | Кавалер ордена Красного орла IV класса                                                      |        |
| Ольденбург                       | 17 сентября 1907 | Почётный рыцарь ордена Заслуг герцога Петра-Фридриха-Людвига с серебряной короной II класса | Почётный рыцарь ордена Заслуг герцога Петра-Фридриха-Людвига с серебряной короной II класса |        |
| Германская империя               | 5 сентября 1911  | Корона к ордену Красного орла IV класса                                                     | Корона к ордену Красного орла IV класса                                                     |        |
| Австро-Венгрия                   | 16 сентября 1911 | Командор ордена Франца-Иосифа                                                               | Командор ордена Франца-Иосифа                                                               |        |
| Королевство Греция               | 14 мая 1912      | Командор ордена Спасителя                                                                   | Командор ордена Спасителя                                                                   |        |
| Российская империя               | 16 апреля 1913   | Кавалер ордена Святого Станислава II класса                                                 | Кавалер ордена Святого Станислава II класса                                                 |        |
| Германская империя               | 19 ноября 1914   | Кавалер Железного креста II класса                                                          | Кавалер Железного креста II класса                                                          |        |
| Германская империя               | 18 февраля 1915  | Кавалер Железного креста I класса                                                           | Кавалер Железного креста I класса                                                           |        |
| Османская империя                | —                | Серебряная медаль «Имтияз»                                                                  | Серебряная медаль «Имтияз»                                                                  |        |
| Османская империя                | —                | Галлиполийская звезда                                                                       | Галлиполийская звезда                                                                       |        |
| Германская империя               | 5 июня 1916      | Рыцарский крест Королевского ордена Дома Гогенцоллернов с мечами                            | Рыцарский крест Королевского ордена Дома Гогенцоллернов с мечами                            |        |
| Ольденбург                       | 22 августа 1916  | Кавалер креста Фридриха Августа I или II класса                                             | Кавалер креста Фридриха Августа I или II класса                                             |        |
| Королевство Бавария              | 20 декабря 1916  | Кавалер ордена «За военные заслуги» с короной и мечами                                      | Кавалер ордена «За военные заслуги» с короной и мечами                                      |        |
| Австро-Венгрия                   | 4 сентября 1918  | Крест «За военные заслуги» III класса с военными украшениями                                | Крест «За военные заслуги» III класса с военными украшениями                                |        |
| Чили                             | сентябрь 1928    | Гранд-офицер ордена Заслуг                                                                  | Гранд-офицер ордена Заслуг                                                                  |        |
| Испания                          | 16 ноября 1928   | Кавалер Большого креста ордена Военно-морских заслуг белого дивизиона                       | Кавалер Большого креста ордена Военно-морских заслуг белого дивизиона                       |        |
| Королевство Венгрия              | 3 июня 1931      | Медаль «В память Первой мировой войны»                                                      | Медаль «В память Первой мировой войны»                                                      |        |
| Италия                           | 3 июня 1931      | Гранд-офицер ордена Святых Маврикия и Лазаря                                                | Гранд-офицер ордена Святых Маврикия и Лазаря                                                |        |
| Царство Болгария                 | 28 июня 1934     | Кавалер Большого креста ордена «За военные заслуги»                                         | Кавалер Большого креста ордена «За военные заслуги»                                         |        |
| Нацистская Германия              | 9 октября 1934   | Почётный крест Первой мировой войны 1914/1918                                               | Почётный крест Первой мировой войны 1914/1918                                               |        |
| Королевство Венгрия              | 5 декабря 1934   | Кавалер Большого креста ордена Заслуг                                                       | Кавалер Большого креста ордена Заслуг                                                       |        |
| Финляндия                        | 27 февраля 1936  | Кавалер Большого креста ордена Белой розы                                                   | Кавалер Большого креста ордена Белой розы                                                   |        |
| Нацистская Германия              | 2 октября 1936   | Медаль «За выслугу лет в вермахте» за 25 лет службы                                         | Медаль «За выслугу лет в вермахте» за 25 лет службы                                         |        |
| Нацистская Германия              | 30 января 1937   | Золотой партийный знак НСДАП                                                                | Золотой партийный знак НСДАП                                                                |        |
| Италия                           | 20 сентября 1937 | Кавалер Большого креста ордена Святых Маврикия и Лазаря                                     | Кавалер Большого креста ордена Святых Маврикия и Лазаря                                     |        |
| Япония                           | 9 ноября 1937    | Кавалер ордена Восходящего солнца I класса                                                  | Кавалер ордена Восходящего солнца I класса                                                  |        |
| Царство Болгария                 | 30 ноября 1937   | Медаль за участие в Европейской войне (1915—1918) с мечами                                  | Медаль за участие в Европейской войне (1915—1918) с мечами                                  |        |
| Польша                           | 2 июня 1939      | Кавалер ордена Белого орла                                                                  | Кавалер ордена Белого орла                                                                  |        |
| Испания                          | 21 августа 1939  | Кавалер Большого креста ордена Военно-морских заслуг белого дивизиона                       | Кавалер Большого креста ордена Военно-морских заслуг белого дивизиона                       |        |
| Нацистская Германия              | 28 октября 1938  | Медаль «В память 1 октября 1938 года»                                                       | Медаль «В память 1 октября 1938 года»                                                       |        |
| Нацистская Германия              | 19 сентября 1939 | Планка с изображением Пражского града к медали «В память 1 октября 1938 года»               | Планка с изображением Пражского града к медали «В память 1 октября 1938 года»               |        |
| Нацистская Германия              | 30 сентября 1939 | Планка к Железному кресту II класса                                                         | Планка к Железному кресту II класса                                                         |        |
| Нацистская Германия              | 30 сентября 1939 | Планка к Железному кресту I класса                                                          | Планка к Железному кресту I класса                                                          |        |
| Нацистская Германия              | 30 сентября 1939 | Рыцарский крест Железного креста                                                            | Рыцарский крест Железного креста                                                            |        |
| Нацистская Германия              | 26 октября 1939  | Медаль «В память 22 марта 1939 года»                                                        | Медаль «В память 22 марта 1939 года»                                                        |        |
| Швеция                           | 24 октября 1940  | Кавалер Большого креста ордена Меча                                                         | Кавалер Большого креста ордена Меча                                                         |        |
| Царство Болгария                 | 3 сентября 1941  | Кавалер Большого креста ордена святого Александра с мечами                                  | Кавалер Большого креста ордена святого Александра с мечами                                  |        |
| Румыния                          | 14 октября 1941  | Кавалер ордена Михая Храброго 1, 2 и 3 класса                                               | Кавалер ордена Михая Храброго 1, 2 и 3 класса                                               |        |
| Финляндия                        | 25 марта 1942    | Кавалер Большого креста ордена Креста Свободы                                               | Кавалер Большого креста ордена Креста Свободы                                               |        |
| Италия                           | 4 апреля 1942    | Кавалер Большого креста Савойского военного ордена                                          | Кавалер Большого креста Савойского военного ордена                                          |        |
| Независимое государство Хорватия | 26 сентября 1942 | Кавалер Большого креста ордена Короны короля Звонимира с мечами                             | Кавалер Большого креста ордена Короны короля Звонимира с мечами                             |        |
| Королевство Венгрия              | 8 февраля 1943   | Кавалер Большого креста ордена Военных Заслуг                                               | Кавалер Большого креста ордена Военных Заслуг                                               |        |

## Галерея

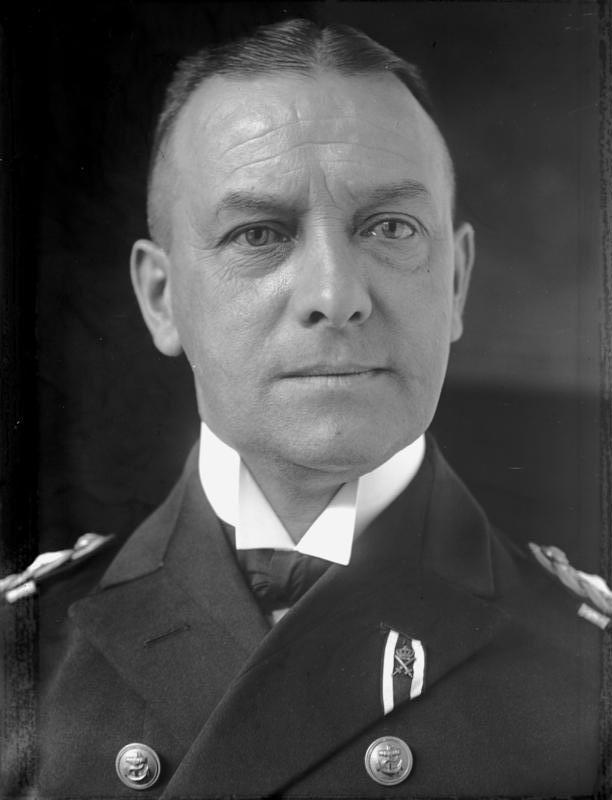
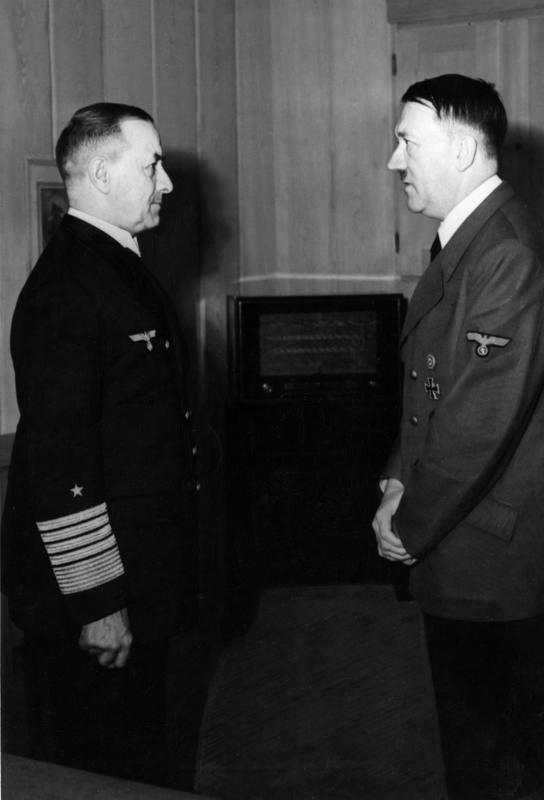
Редер общается с А. Гитлером
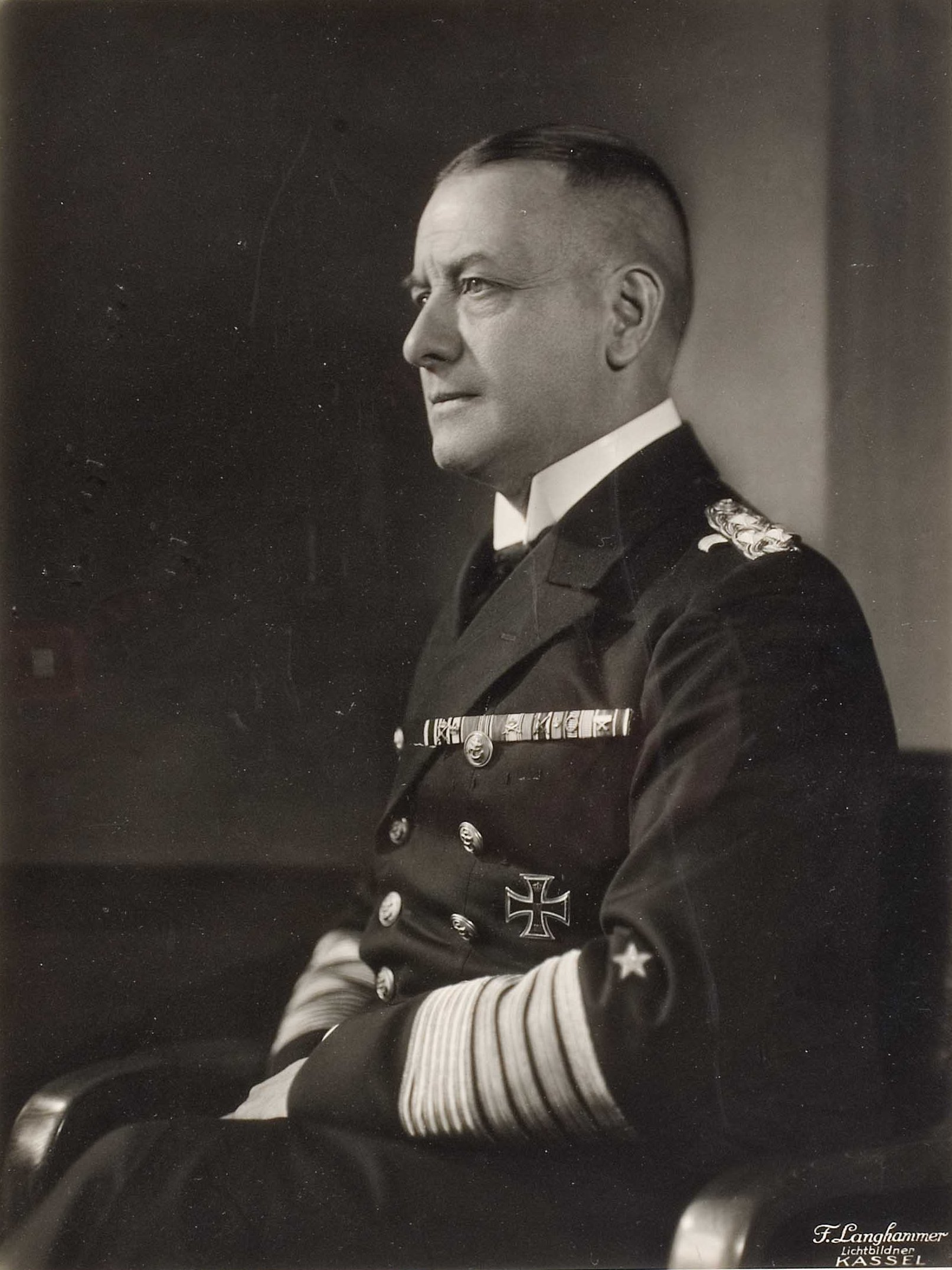
Редер в 1936 году
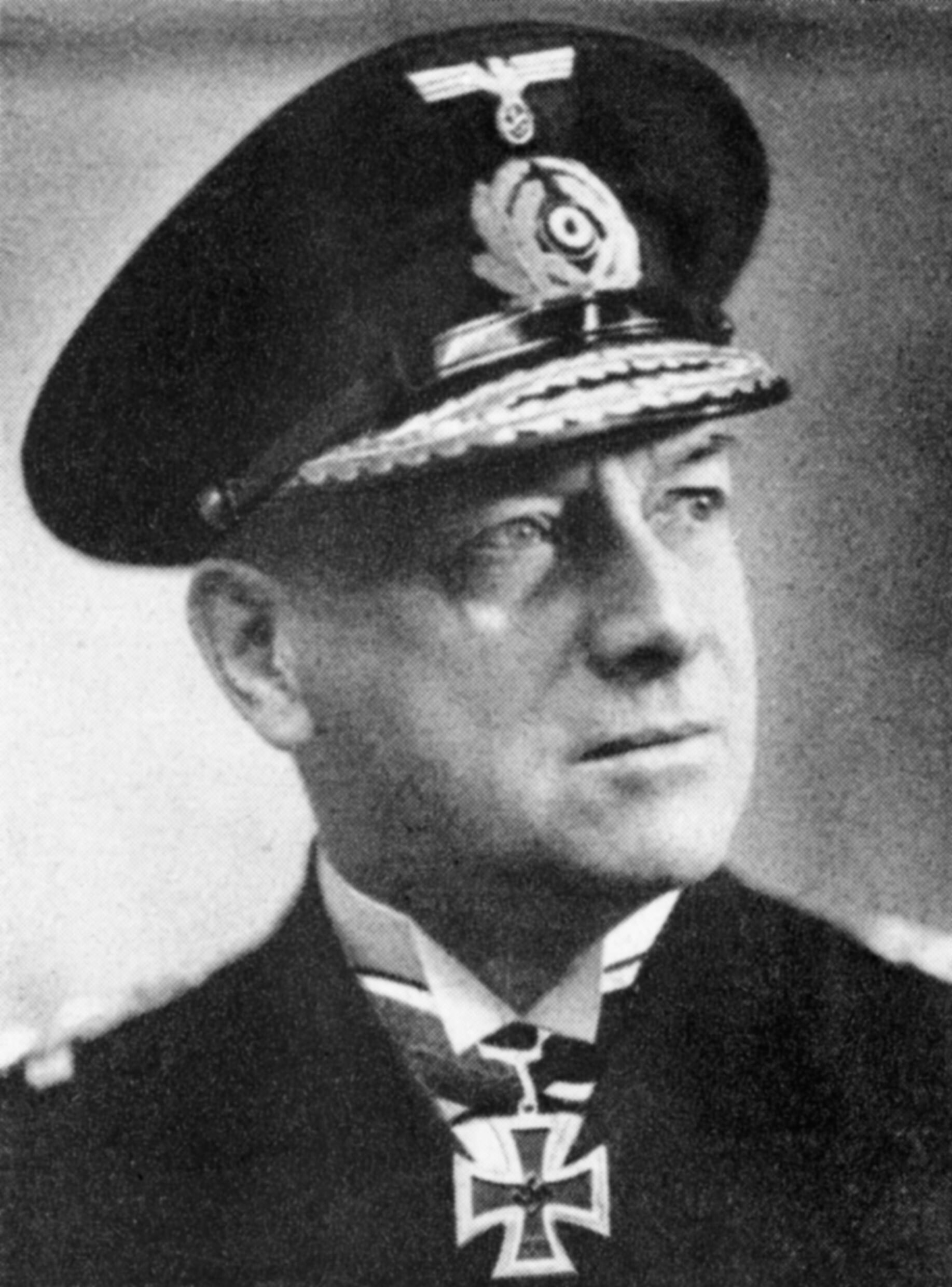
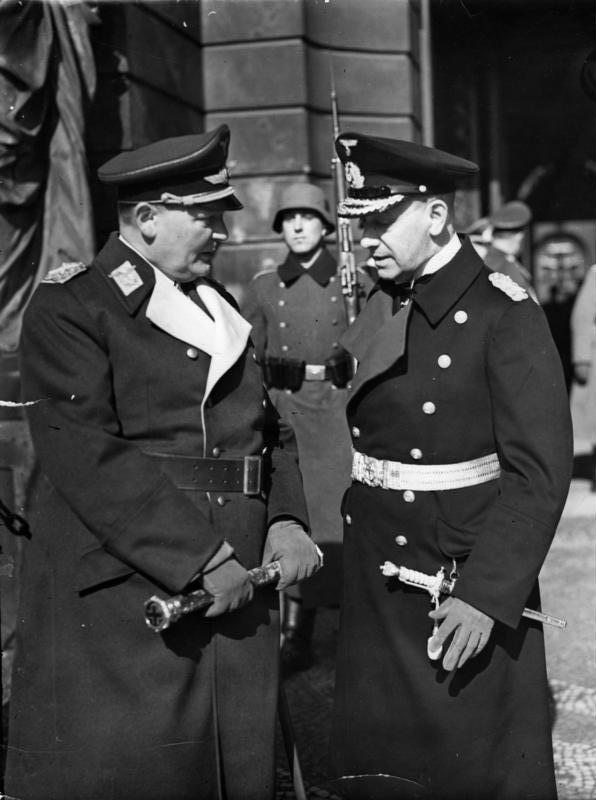
Редер общается с Г. Герингом